# 東方半克里介
東方半克里介（学名：Hemikrithe orientalis）为粗面介科半克里介屬下的一个种。其种加词“orientalis”意为“东方的”。